# Pavillon Madame
Pour les articles homonymes, voir Château de Montreuil.
Le Pavillon Madame est un édifice qui se trouve au no 2, rue de l'École-des-Postes à Versailles dans le département français des Yvelines en région Île-de-France.
Il est aménagé à la fin du XVIIIe siècle par l'architecte Chalgrin pour servir de résidence à la Marie-Joséphine de Savoie, comtesse de Provence, femme de « Monsieur », frère du roi Louis XVI et futur roi Louis XVIII.
Depuis 1913, le pavillon est rattaché au lycée privé Sainte-Geneviève.

## Histoire

### Origines de la propriété
Le quartier de Montreuil, rattaché officiellement à Versailles en 1787, fût construit sur les terres d'un monastère fondé par Saint Germain, évêque de Paris au VIe siècle, et transféré à l'ordre des Célestins à la fin du XIVe siècle.
En 1685, le roi Louis XIV fait ouvrir l'avenue de Paris, partant du Château, qui divise alors le village en deux parties : le Petit Montreuil au Sud et le Grand Montreuil au Nord où des courtisans acquirent des domaines.
En 1748, le roi Louis XV devient entièrement propriétaire de Montreuil et rachète les dernières terres des Célestins. S’y installent, entre autres, le docteur Lemonnier, médecin des enfants du roi  Louis XVI et de sa sœur, Madame Élisabeth.

### L'édifice actuel

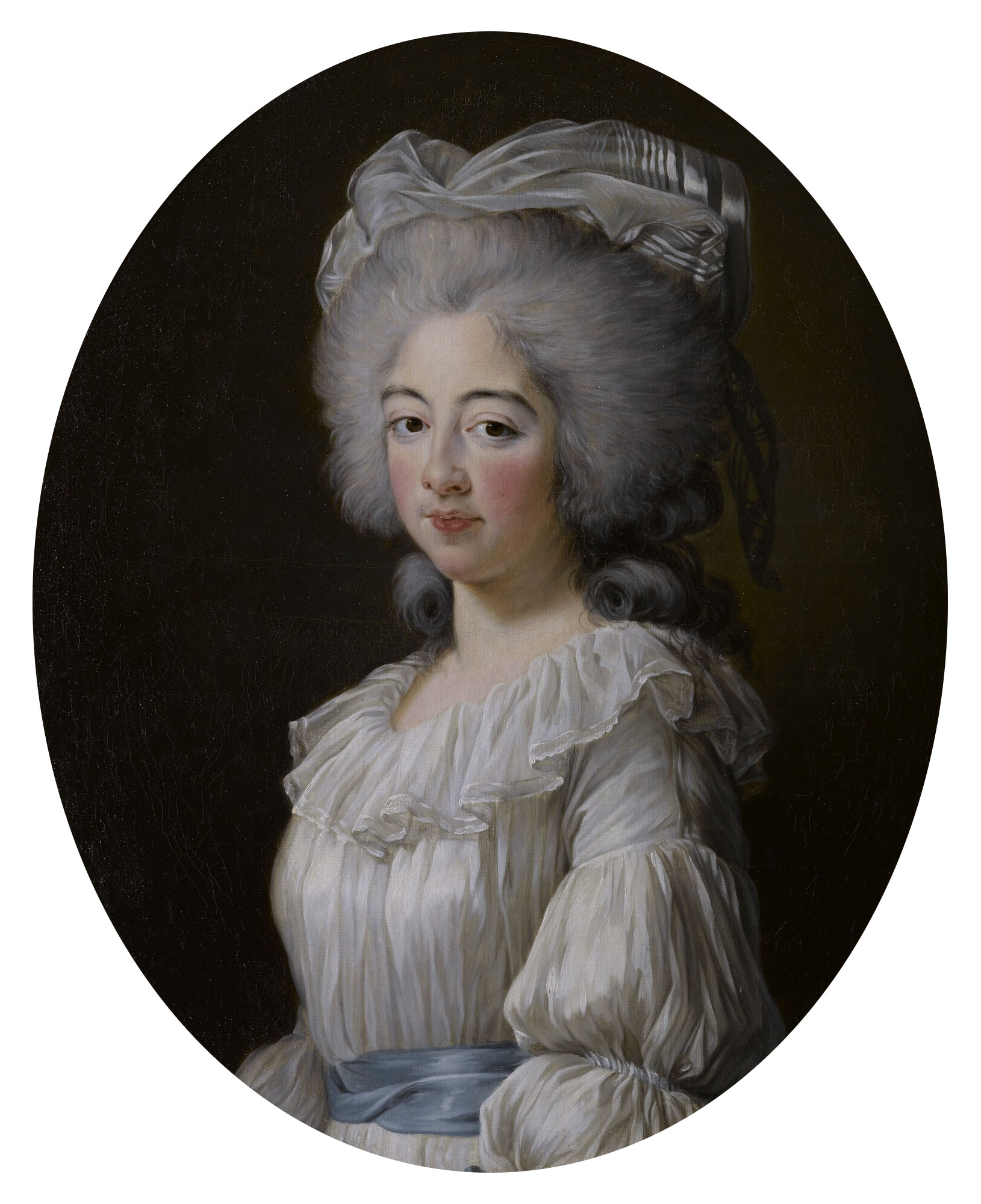
S.A.R. Madame la comtesse de Provence - par Élisabeth Vigée Le Brun - 1782

Le 9 octobre 1776, le prince de Montbarrey, maréchal de camp, est parmi les premiers à acquérir, à Montreuil, une assez modeste maison, construite vers 1774, par un architecte nommé Vigneux, pour le compte de Sébastien René Durand de Monville, huissier ordinaire de la Chambre du Roi, au milieu d'un verger d'un hectare environ, planté de 600 arbres fruitiers.
En 1780, le prince de Montbarrey, ayant déplu à Marie-Antoinette, est disgracié et exilé dans son château près de Besançon. Il vend son pavillon d'habitation et son jardin à la comtesse de Provence, qui projette d'y installer sa résidence principale à l'écart du tumulte de la Cour.
Par l'intermédiaire d'Imbert de Lattes, Madame fait l'acquisition de la propriété pour la somme de 30 000 livres et étend son domaine par l'acquisition de dix-sept jardins et divers bâtiments avec meubles et effets mobiliers. Le parc s’étend désormais sur plus d’une douzaine d’hectares. Le pavillon d'habitation est agrandi et transformé intérieurement par l'architecte Jean-François-Thérèse Chalgrin, premier architecte et intendant des bâtiments du comte de Provence depuis 1775.
Survient la Révolution et le domaine vendu le 10 avril 1794, séparé en deux lots :
- Le pavillon de musique est acheté par la famille du bijoutier Mellerio qui le fait agrandir en 1820 de deux ailes édifiées par l'architecte Jean-Jacques-Marie Huvé. Puis, après plusieurs mutations, cette partie du domaine est adjugée à Alfred Chauchard, fondateur des Grands Magasins du Louvre, qui en 1902, donne le terrain à une société immobilière qui y crée 105 lots et les attribue aux employés les plus méritants de son entreprise. Au milieu de ce lotissement, dit parc Chauchard, subsiste le pavillon de musique.
- Quoique considérablement remanié, le pavillon d'habitation est toujours en place et fait partie depuis 1913 du lycée privé Sainte-Geneviève.

## Description
L’entrée de la propriété se situe à l’angle des rues de l'École-des-Postes et Champ-Lagarde. Une allée en sable conduit à la cour d’honneur du Pavillon. À droite se dressent les écuries, les remises, la melonnière et le potager. Derrière le Pavillon s’étend un vaste parc paysager à l'anglaise aménagé sous la direction de Chalgrin. 
L'eau est acheminée depuis la butte Montbauron par une conduite en cuivre. On y trouve un bois de sycomores, d'ormes et de frênes, une rivière agrémentée de trois îles, une pelouse vallonnée, une montagne, ainsi que de nombreuses fabriques : chaumière, hameau, pavillon chinois octogonal, belvédère et temple de Diane, destinés à rivaliser avec le Hameau de la Reine de Trianon.
Un remarquable pavillon de musique de forme hexagonale est construit en 1784 par Chalgrin ainsi qu'une célèbre laiterie, dont le rattachement au domaine est toutefois contesté.
La plupart des fabriques sont détruites pendant et après la Révolution, durant laquelle le domaine est saisi comme bien national.

### Sources
- Jean-Marie Pérouse de Montclos (dir.), Le Guide du patrimoine. Ile-de-France, Paris, Hachette, 1992, 768 p. (ISBN 2-01-016811-9), p. 705-706